# Christian Carra de Vaux Saint Cyr
Christian Carra de Vaux Saint Cyr (* 1888; † 1954) war ein französischer Diplomat.

## Leben
Er heiratete 1919 Marie Charlotte Baudon de Mony (* 1894), ihre gemeinsamen Töchter waren Christiane und Alyette. 1919 trat er in den Auswärtigen Dienst ein und war Attaché in Bern, Madrid und Berlin. 1931 leitete er die „Abteilung Asien“ am Quai d’Orsay (Außenministerium). 1933 war er dort stellvertretender Leiter der „Abteilung Südamerika“. Von 1934 bis 1938 war er Generalkonsul in München.
Nach dem Münchner Abkommen wurde er 1938 als Geschäftsträger nach Havanna entsandt. Im April 1939 war er Geschäftsträger in Berlin und vom September 1939 bis zum Februar 1940 Delegierter für Pressezensur. Gegen Ende des Winterkriegs zwischen der Sowjetunion und Finnland  wurde er am 7. März 1940 Geschäftsträger in Oslo. Nach dem Waffenstillstand von Compiègne, der am Ende des Westfeldzugs stand,  wurde er Geschäftsträger in Kopenhagen.
Am 5. Dezember 1942 wurde er aus den Diensten des Vichy-Regimes entlassen. Darauf wurde er beim Französischen Komitee für die Nationale Befreiung in Algier beschäftigt. Von 1945 bis 1951 war er Botschafter in Athen.